# Bromelia serra
Espèce
Synonymes
- Bromelia lindmanii Mez
- Karatas laciniosa  Lindm.
- Karatas serra  (Griseb.) Burkill
- Rhodostachys argentina  Baker

Bromelia serra est une espèce de plantes à fleurs de la famille des Bromeliaceae. C'est une plante tropicale originaire d'Amérique du Sud où elle est présente dans plusieurs pays.

## Synonymes
- Bromelia lindmanii Mez
- Bromelia serra var. variegata  M.B.Foster
- Bromelia serra f. variegata  (M.B.Foster) M.B.Foster ex L.B.Sm.
- Karatas laciniosa  Lindm.
- Karatas serra  (Griseb.) Burkill
- Rhodostachys argentina  Baker

## Distribution
L'espèce est largement présente en Amérique du Sud, confirmée en Guyane française, au Brésil, en Bolivie, en Argentine et au Paraguay.

## Description
L'espèce est hémicryptophyte.